# Unterbergla

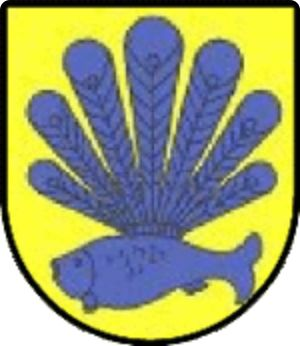
Wappen der früheren Gemeinde Unterbergla

Unterbergla ist ein Gebiet im Süden von Groß Sankt Florian in der westlichen Steiermark. Es war bis Ende 2014 eine eigene Gemeinde mit 1338 Einwohnern (Stand 2014) im Bezirk Deutschlandsberg in der Steiermark. Seit 1. Jänner 2015 ist Unterbergla im Rahmen der steiermärkischen Gemeindestrukturreform mit der Gemeinde Groß Sankt Florian zusammengeschlossen, die neue Gemeinde führt den Namen „Groß Sankt Florian“ weiter.

## Geografie
Unterbergla liegt in der Weststeiermark im mittleren Laßnitztal südlich des Flusses Laßnitz. Sein Gebiet erstreckt sich auf den Höhenzug der Gleinz.

### Nachbarorte
|                          | Groß Sankt Florian                          | Wettmannstätten  |
| Frauental an der Laßnitz | Kompassrose, die auf Nachbargemeinden zeigt |                  |
| Sankt Martin im Sulmtal  | Gleinstätten                                | Sankt Andrä-Höch |

## Geschichte
In Unterbergla liegen eine Reihe von archäologischen Fundstellen, welche die Besiedlung des Gebietes mindestens seit der Jungsteinzeit dokumentieren. Ausgrabungen in Grub und Unterbergla legten 2008 eine Siedlungsschicht aus der Bronzezeit und einen Hausgrundriss frei. Weiterer Anlass für archäologische Funde waren die Arbeiten an den Erdöl- und Erdgaspipelines (AWP und TAG), die das Gemeindegebiet durchqueren.
Der Name Hasreith ist 1390 als Rasrewt belegt. Der Name wird als zusammengesetztes Wort, als „slawisch-deutsches Mischkompositum“ gesehen. Seine zweite Silbe wird von einer Rodung abgeleitet. Seine erste Silbe wird nicht auf Hasen zurückgeführt, sondern auf das slawische Wort raz, das ebenfalls einen (Holz-)Schlag, eine Rodungsstelle bezeichnet.
Das Gebiet von Unterbergla war Teil der Mark an der Mur, die 1122 zum Kernland der Steiermark und 1180 als Herzogtum Steiermark von Bayern getrennt wurde. Vor 1192 wurde das Gebiet durch die Familie der Otakare regiert, danach gehörte es, soweit es nicht Besitz des Fürsterzbistums Salzburg war, aufgrund der Erbfolgeregeln der Georgenberger Handfeste zum Herrschaftsbereich der Babenberger als Herzöge der Steiermark.
In der Katastralgemeinde Sulzhof wurden Hinweise auf eine Gebäudeanlage aus der damaligen Zeit gefunden. Im Jahr 1209 wird ein Otto von Sulz genannt, 1347 ein Irg von Sulz. Am Ende des 15. Jahrhunderts gehörte das Anwesen der Familie der Lemsitzer, danach durch Heirat und Erbschaft den in der Umgebung ebenfalls begüterten Familien der Hollenegger und Galler. Zum Hof gehörten Untertanen in den umgebenden Gebieten wie in Waldschach, Petzelsdorf, Gleinz, Lassenbert, Obergreith, Dörfl und Hasreith. Der Sulzhof lag in der Umgebung des Bauernhofes vlg. Schneiderhoisl auf einem kleinen Höhenrücken beim Grundstück Nr. 341/2 KG 61060 Sulzhof. Dieses Grundstück ist im Flächenwidmungsplan als archäologische Bodenfundstätte ausgewiesen, in den Zusammenstellungen des Bundesdenkmalamtes über denkmalgeschützte Objekte in Unterbergla ist es jedoch nicht angeführt. Auf ihm befindet sich ein ca. 50 mal 20 Meter großes Plateau, es sind nur mehr Steinblöcke, Mörtelspuren und Geländeformen dokumentiert, die auf eine Gebäudeanlage hindeuten, Mauern sind nicht mehr erkennbar. In den Jahren um 1711/12 sollen die Reste des Baues abgetragen und für den Umbau der Kirche von Groß St. Florian verwendet worden sein.
Von 1282 bis 1918 stand das Gebiet im Wesentlichen unter der Herrschaft der Habsburger, es gehörte aber von 1477 bis 1490 zum Herrschaftsbereich von Matthias Corvinus. Wie viele Gebiete der Steiermark hatte es auch unter den osmanischen Überfällen in den Jahren 1529 und 1532 zu leiden.
1870 wurde der Name der zur früheren Gemeinde Sulzhof gehörenden Steuergemeinde Zelko in Mönichgleinz geändert, während der Name der Siedlung Zelko beibehalten wurde.

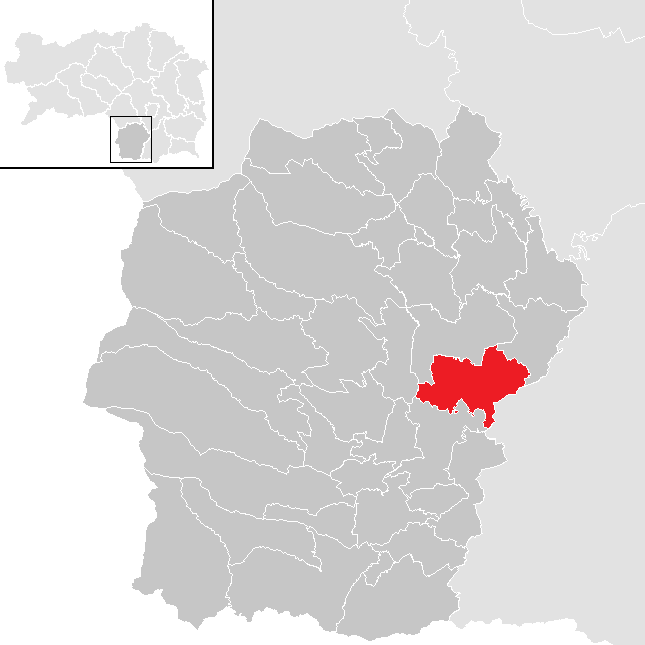
Lage der früheren Gemeinde Unterbergla im Bezirk Deutschlandsberg mit den Gemeindegrenzen bis Ende 2014

Am 6. November 1918 kam Unterbergla als Teil der Steiermark zur Republik Deutsch-Österreich. Nach der Annexion Österreichs 1938 kam er zum Reichsgau Steiermark, 1945 bis 1955 war er Teil der Britischen Besatzungszone in Österreich.

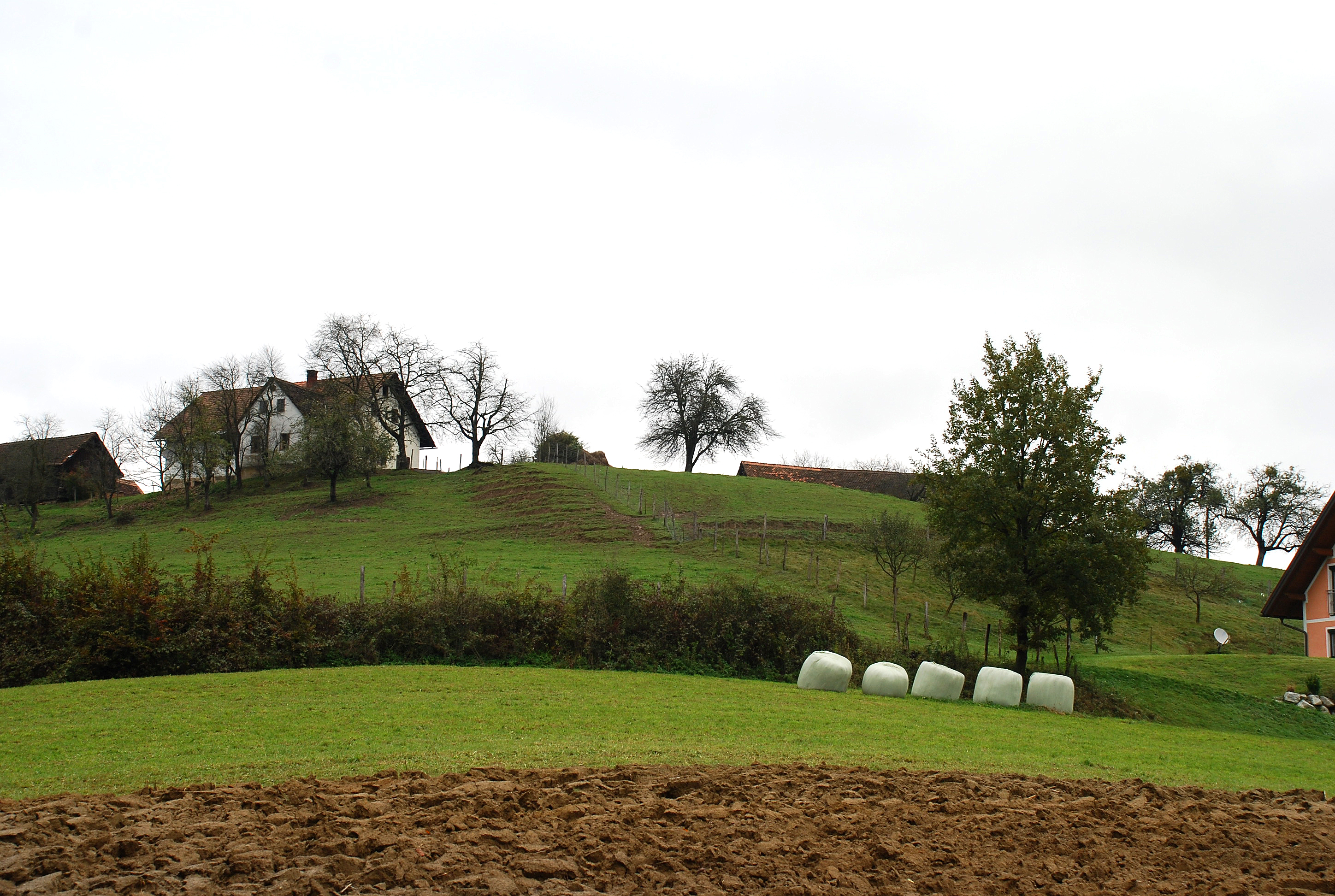
Anhöhe im Süden der Gemeinde (bis ins 18. Jh. Standort des ehemaligen Sulzhofes)

Die Gemeinde Unterbergla entstand mit 1. Jänner 1968 durch Zusammenlegung der bis dahin selbstständigen Gemeinden Grub bei Groß Sankt Florian, Hasreith, Nassau, Sulzhof und eines Teils der Gemeinde Michlgleinz (deren gleichnamiger Katastralgemeinde) mit der damaligen Gemeinde Unterbergla. Der Name der Gemeinde Grub war mit 1. Juni 1951 in Grub bei Groß Sankt Florian geändert worden. Zu Grub gehört auch die Ortschaft Langegg, die 1868 noch eine selbstständige Gemeinde bildete.

## Kultur und Sehenswürdigkeiten
Siehe auch: Liste der denkmalgeschützten Objekte in Groß Sankt Florian

### Wappen
Die Wappenbeschreibung (Blasonierung) lautet: „In Gold ein goldgezierter blauer Karpfen aus dessen Rückenflosse ein goldgeziertes blaues Pfauenrad wächst.“
Bei der Gestaltung des Wappens der Gemeinde Unterbergla wurde vom Wappen der aus dem Gleinzer Bergland stammenden Familie der Gleinzer ausgegangen, die einen sogenannten oberhalben Pfau im silbernen Schild führten. Da die Teichwirtschaft im Gemeindegebiet zumindest bis in die Zeit der Anfänge der modernen Gutswirtschaft (16. Jh.) im Gemeindegebiet zurückreicht und noch heute die Karpfenzucht von Bedeutung ist, erschien die Aufnahme des Karpfens im Wappen sinnvoll. Die Farbe Blau wurde für den Karpfen gewählt. Der farbliche Haupteindruck eines Pfaues ist ebenfalls blau. Da Gold ein warmes Metall ist, wurde eine Ausgeglichenheit zur kalten Farbe Blau erreicht.
Die sieben Pfauenfedern stellen die sieben Katastralgemeinden von Unterbergla dar. Durch die Art, die Pfauenfedern aus der Rückenflosse bzw. aus der Schwanzflosse des Karpfens wachsen zu lassen wurde eine enge Verbindung der Gegenwart mit der Vergangenheit hergestellt.
Die Verleihung erfolgte durch Verordnung der steiermärkischen Landesregierung mit Wirkung vom 1. Juni 1988.

### Bevölkerungsentwicklung
Die Zahl der Einwohner im Gebiet von Unterbergla hat sich in den letzten 150 Jahren nicht wesentlich verändert, sie liegt bei rund 1400 Personen.

## Wirtschaft und Infrastruktur
Unterbergla ist vorwiegend bäuerlich strukturiert, wobei der Anteil der Vollerwerbslandwirte unter 10 % gesunken ist. Besonders bekannt ist das Gebiet für die hohe Anzahl an Teichen, in denen vor allem Karpfen gezüchtet werden. Dies hat sich auch auf das Wappen von Unterbergla niedergeschlagen, welches einen Karpfen mit Pfauenfedern zeigt. Ursprünglich war ein Pfau das Gemeindewappentier.

## Politik

### Gemeinderat
Der Gemeinderat bestand zuletzt aus 15 Mitgliedern und setzte sich seit der Gemeinderatswahl 2010 aus Mandaten der folgenden Parteien zusammen:
- 10 ÖVP – stellte den Bürgermeister
- 05 SPÖ – stellte den Gemeindekassier

### Bürgermeister
Bürgermeister war zuletzt Josef Aldrian von der ÖVP. Sein Vizebürgermeister war Franz Jöbstl.

## Persönlichkeiten

### Ehrenbürger
- 1982: Josef Krainer (1930–2016), Landeshauptmann der Steiermark 1980–1996[14]

### Söhne und Töchter der Gemeinde
- Peter Sengl (* 1945), Maler

## Katastralgemeinde Michlgleinz
Michlgleinz ist ein kleines Dorf mit 81 Haushalten. Es liegt an der Grenze zu Wettmannstätten und Groß Sankt Florian und an der Bezirksgrenze zu Leibnitz. Das Ortszentrum bilden die Kapelle, das Feuerwehrhaus und das Gemeindehaus. Im Gemeindehaus befindet sich auch die Anlage der Kühlgemeinschaft Michlgleinz. Das Dorf bietet viele Freizeitangebote: So gibt es ein Freibad, eine Tennisanlage (zwei Sandplätze), einen Fußballplatz, einen Mehrzweckplatz für diverse Veranstaltungen (ca. 1800 m² groß) und ein Gasthaus (Pizzeria Stoiser). Die örtliche Feuerwehr, die für den Brandschutz und die allgemeine Hilfe sorgt, zählt 122 Mitglieder und ist somit die mannstärkste Feuerwehr im Bezirk. Die Freiwillige Feuerwehr Michlgleinz veranstaltet jedes Jahr ein dreitägiges Zeltfest.

## Historische Landkarten

Unterbergla und seine Umgebung in den Landesaufnahmen der österreichisch-ungarischen Monarchie
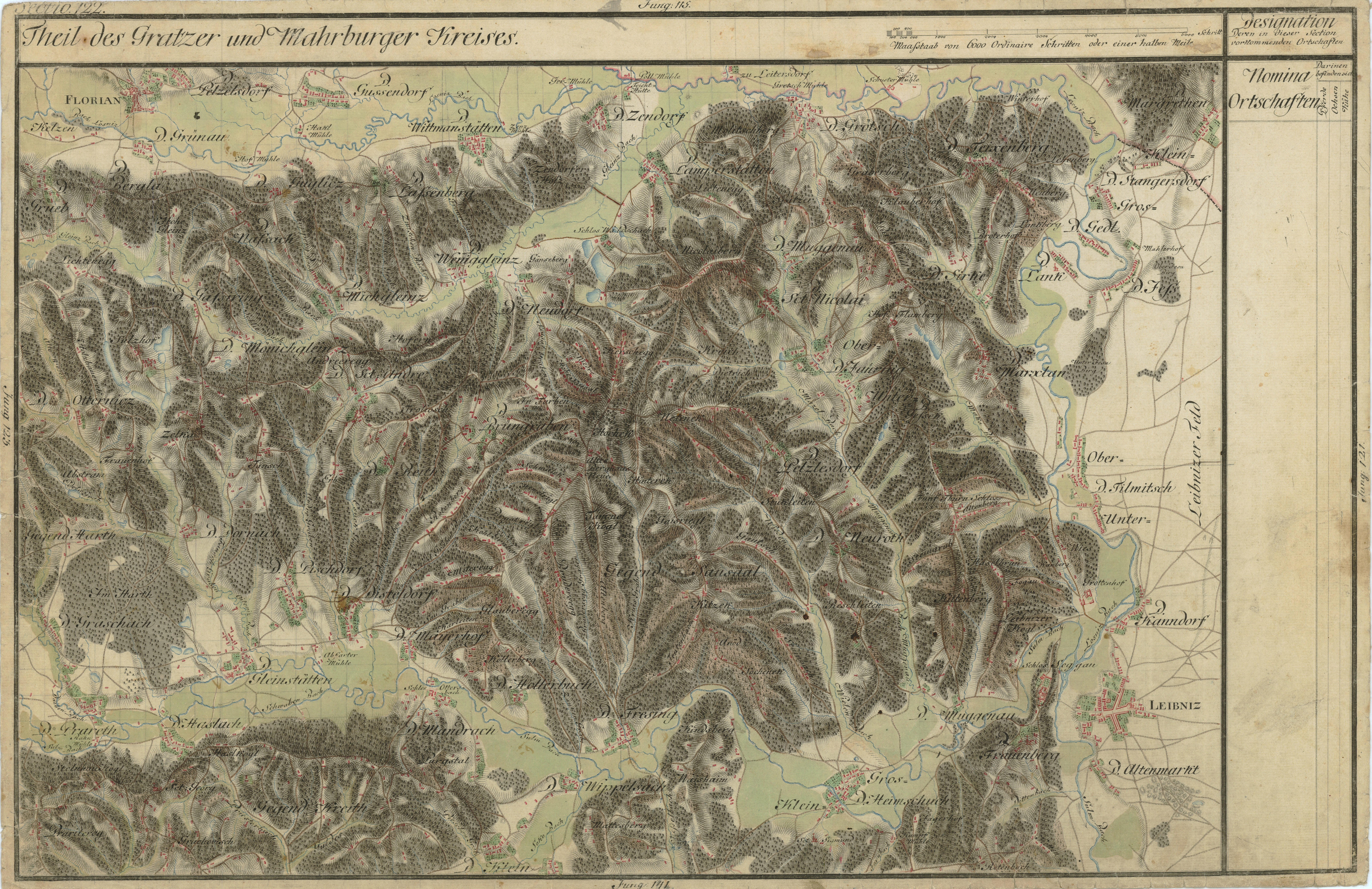
„Dorf Bergla“ südlich von „Florian“ in der Josephinischen Landesaufnahme, ca. 1790
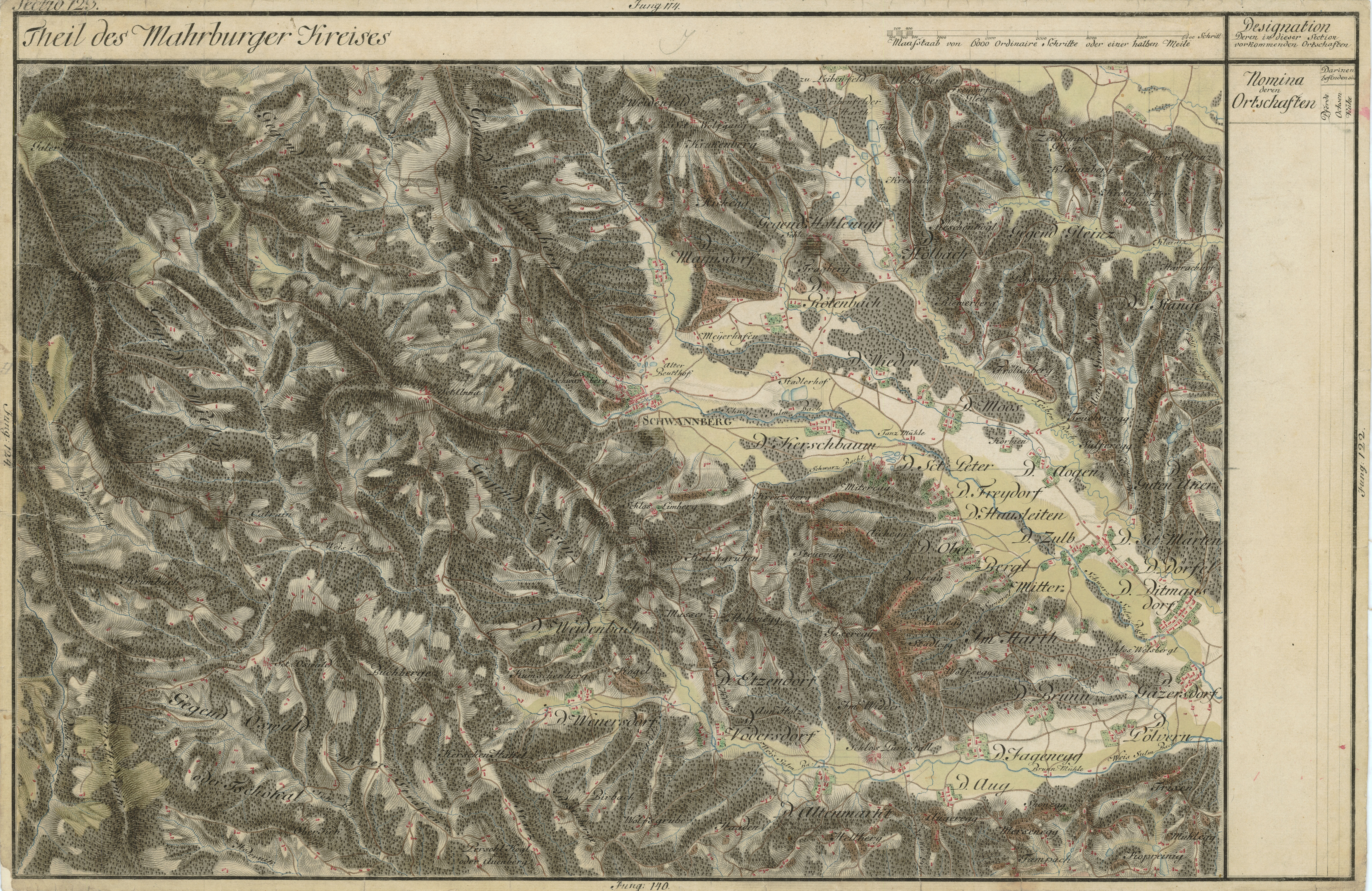
Gemeindeteil Hasreit im Südwesten von Unterbergla (rechts oben)
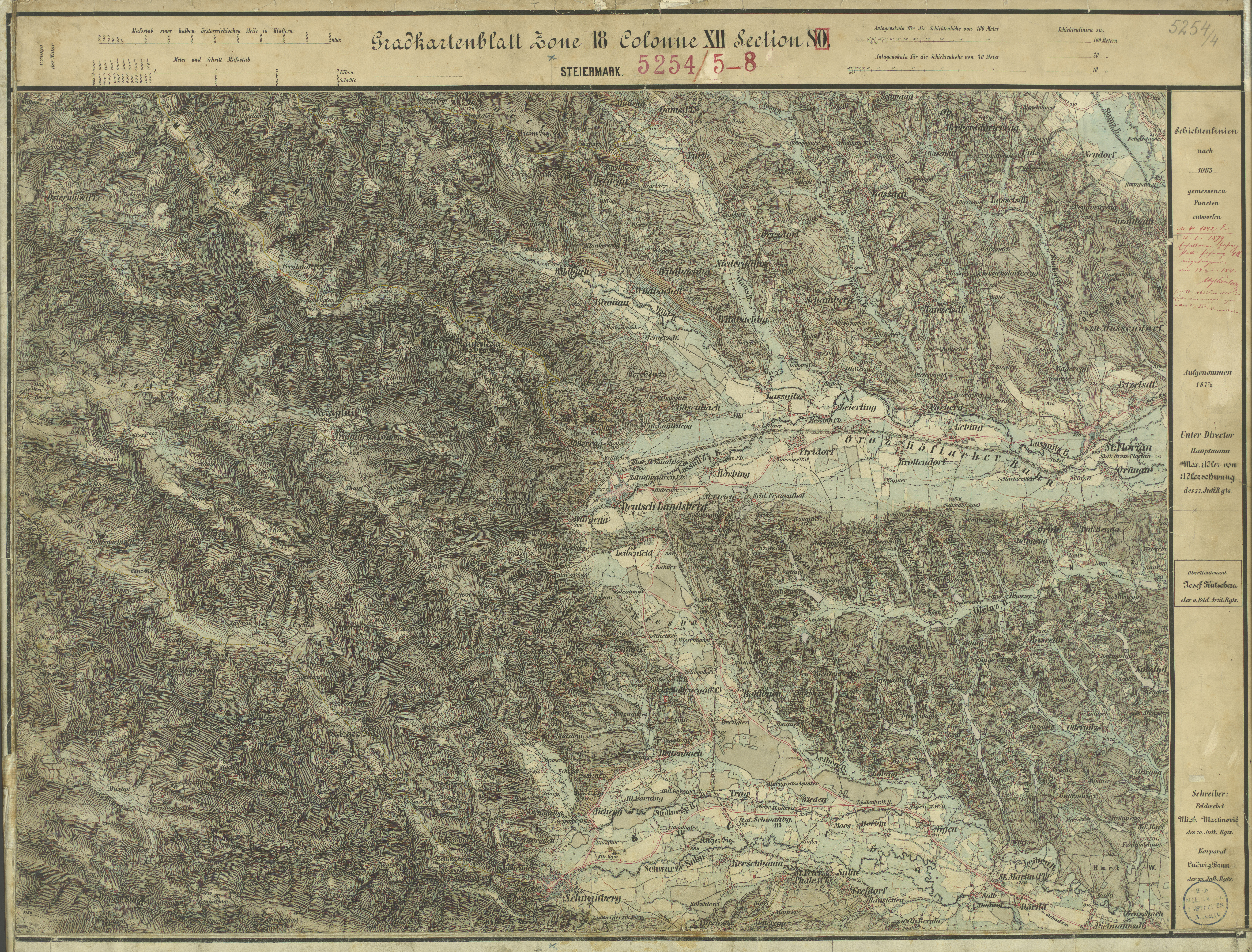
Aufnahmeblatt mit dem Westen der Gemeinde, um 1878
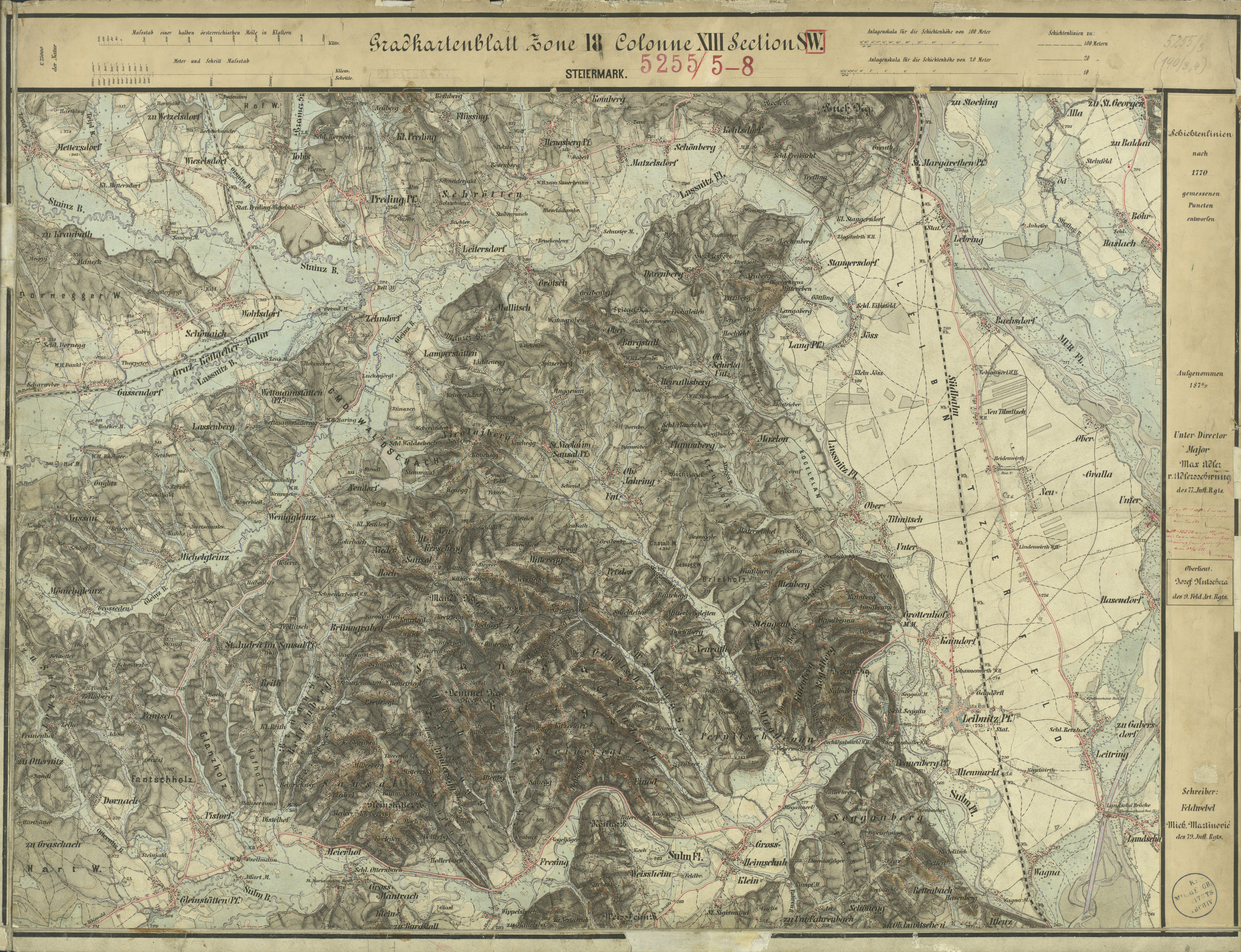
Der Osten von Unterbergla um 1878
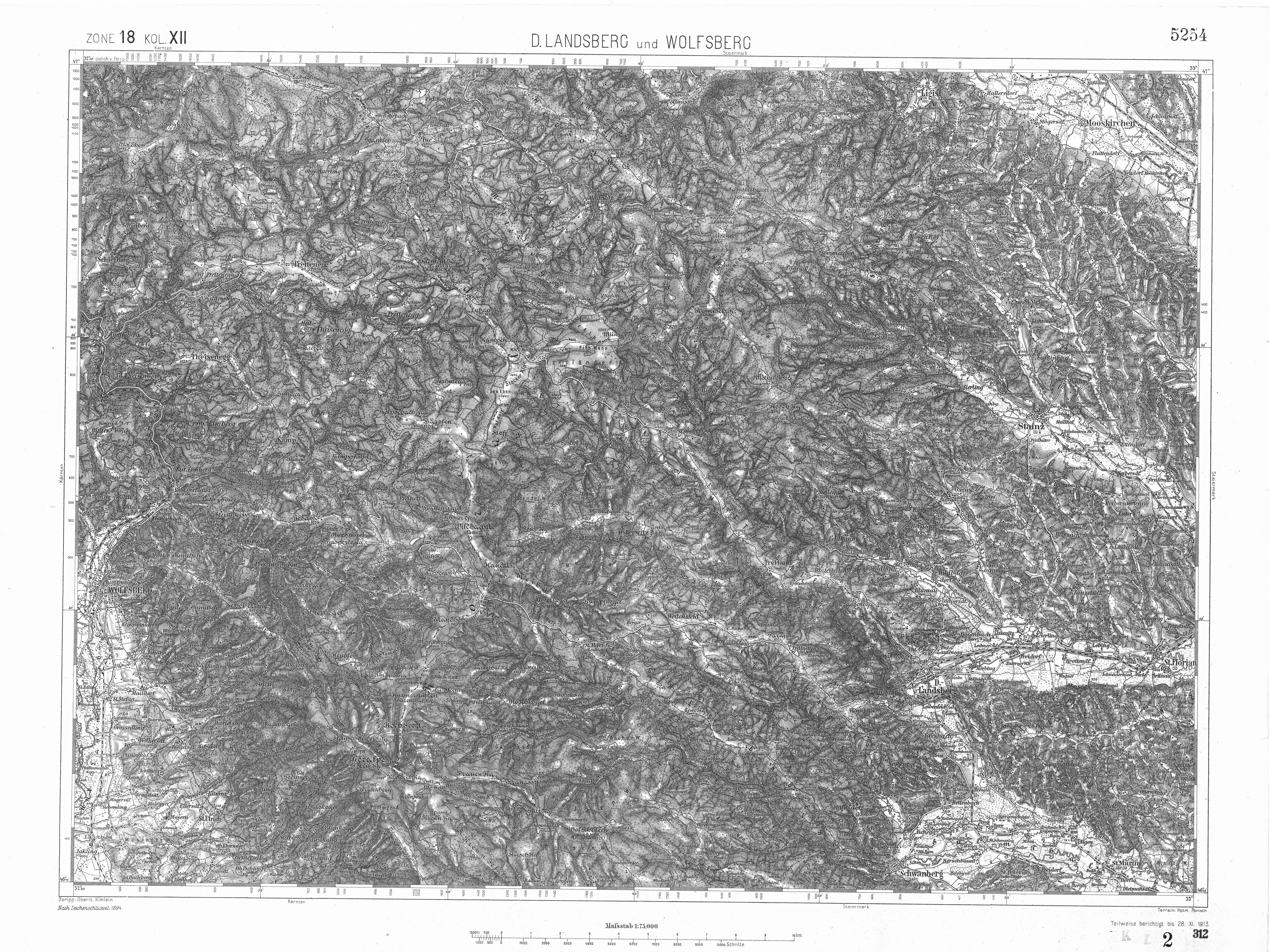
Unterbergla in der Spezialkarte, um 1910
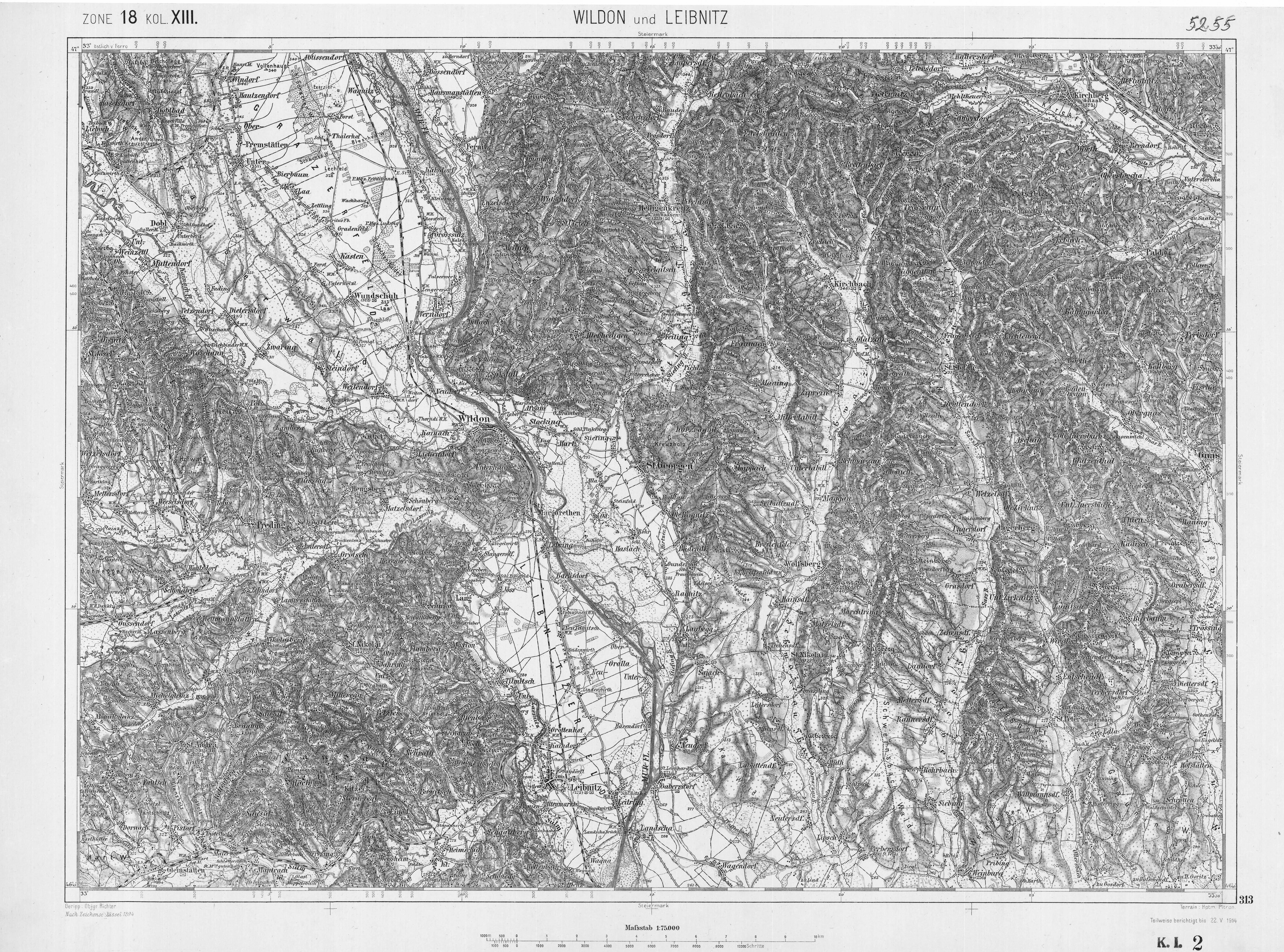
Michelgleinz und Mönichgleinz im Osten von Unterbergla